# Britta Mühlbauer
Britta Mühlbauer (* 18. Mai 1961 in Ried im Innkreis) ist eine österreichische Schriftstellerin.

## Leben
Britta Mühlbauer studierte Musikpädagogik, Gitarre, Romanistik und Germanistik in Wien. Sie unterrichtete Musikerziehung und Französisch an Musikschulen und in der Erwachsenenbildung. Schon als Kind war sie begeisterte Leserin, das Bedürfnis selbst zu schreiben erwachte im Alter von 30 Jahren. Ihr Debüt-Roman Lebenslänglich erschien 2008. Sie lebt und arbeitet derzeit (Stand 2019) als Autorin, Gitarrelehrerin und Schreibpädagogin in Wien.

## Werke
- Lebenslänglich. Deuticke im Zsolnay Verlag, Wien 2008, ISBN 978-3-552-06089-0.
- Inventurdifferenz. Deuticke im Zsolnay Verlag, Wien 2013, ISBN 978-3-552-06227-6.
- Irene Diwiak, Hanno Millesi, Britta Mühlbauer, Magdalena Schrefel, Cathrin A. Stadler: Leben verARBEITet. Ausgewählte Texte zum AK-Literaturpreis 2017. Hrsg.: Kammer für Arbeiter und Angstellte. 2017, ISBN 978-3-99046-275-1.
- Über unsere Köpfe; Von Schleppern, Schmugglern, Partisanen und Was wir nicht voneinander wissen. In: Die Rampe - Hefte für Literatur. Nr. 1, 2019, ISBN 978-3-99062-432-6.[3]

## Preise und Stipendien
- 2017 Shortlist des AK-Literaturpreises
- 2018 Adalbert-Stifter-Stipendium[4]
- 2019 Marianne-von-Willemer-Preis für die Erzählung Freibad[5]